# Macross Frontier
Macross Frontier (マクロスフロンティア Makurosu Furontia?) (traducido como Macross Frontera) es una serie de anime de TV del 2008, creada para conmemorar el 25 aniversario de la franquicia Macross. Comenzó sus emisiones en Japón con un especial de TV llamado Macross Frontier: Deculture Edition el cual sirvió como preámbulo para lo que sería la serie como tal a finales del 2007.
Esta serie sigue la cronología original de Macross, que va desde Macross Zero (2002), The Super Dimension Fortress Macross (1982), pasando por Macross Plus (1994), Macross 7 (1994) y finalmente esta parte.

## Sinopsis
Es el año 2059. Han pasado ya 47 años desde la primera guerra contra los gigantes Zentradis, en la cual la humanidad estuvo al borde de la extinción. Conscientes del riesgo que implicaba no tener otro hogar en el universo en el cual la humanidad pudiera sobrevivir, se inicia la era de expansión de la humanidad a través de la galaxia. 
Así, a bordo de gigantescas flotas colonizadoras, compuestas por enormes naves que podían contener ciudades enteras en su interior, la raza humana se encamina en la búsqueda de nuevos mundos en el universo que pudieran albergar la vida humana. Una de estas flotas es la número 25 conocida como Macross Frontier, la cual alberga alrededor de unas 10 millones de personas entre humanos y zentradis en su interior, en una gran ciudad con una sociedad tecnológicamente avanzada, quienes desarrollan sus actividades como en cualquier urbe moderna.
Al comienzo de la serie la flota recibiría a la Idol Pop Sheryl Nome quien tendría un concierto en dicha colonia. Los protagonistas de la historia son Alto Saotome, un joven estudiante y que se gana la vida haciendo trabajos de medio tiempo (uno de estos trabajos era precisamente formar parte del número del concierto de Sheryl) y Ranka Lee, una chica que trabaja en la cadena de restaurantes Nyan Nyan (cadena de restaurantes propiedad de los tíos de Lynn Minmay) y Finalmente Sheryl Nome: la idol de esta serie. Mientras tanto en el espacio exterior algo terrible está por ocurrir.

## Personajes

### Personajes principales
Alto Saotome (早乙女アルト?)
 Seiyū: Yuichi Nakamura
Edad: 17
Es un estudiante de secundaria en la Academia Mihoshi en el curso de piloto. Como consecuencia de su apariencia y su largo cabello es confundido con una mujer, por ello recibe el apodo de 'Hime' (princesa), pese a su apariencia él es un chico heterosexual. Nació en una reconocida familia de Kabuki, pero su persistencia en querer volar lo ha alejado de su padre. Constantemente se queja de vivir en Frontier a causa de tener un cielo artificial (no verdadero) y de escasa altura. Después de poder pilotar un VF-25 Messiah variable fighter (ya que el piloto original Henry Gilliam fue asesinado por un Vajra), sus capacidades de vuelo llaman la atención de Ozma Lee, el cual lo acepta más tarde en el escuadrón del S.M.S. Skull. Durante su entrenamiento conoce a Klan, la cual lo califica de tener buenos instintos pero ser demasiado impulsivo. Durante la misión de rescate de Galaxy, Alto se introduce en una nave Vajra y rescata a su amigo Luca. Antes de ser piloto, Alto era actor en el grupo de teatro Kabuki del cual era heredero (su padre es el jefe del clan). En dicho grupo realizó una actuación en la que representó el papel de una princesa ganando mucha fama y una gran cantidad de fanes; sin embargo Alto reniega de este pasado. Alto desarrolla una confusión amorosa con Ranka y Sheryl.
Ranka Lee (ランカ・リー?)
 Seiyū: Megumi Nakajima
Edad: 16
Pequeña, viva y graciosa, de pelo verde, es la hermana adoptada del As de la S.M.S Ozma Lee. Ella asiste a una escuela solo para señoritas y para ayudar a su hermano también trabaja en el restaurante chino "Nyan-Nyan". Ranka es fan de Sheryl Nome y recibe entradas de parte de su hermano para ir al primer concierto. Ella adora cantar y su sueño es convertirse en una cantante. Es un cuarto Zentradi, lo que le da la habilidad de mover su pelo de acuerdo a su estado de ánimo, y es más resistente al exponerse al vacío del espacio sin necesidad de utilizar un traje espacial. Ranka perdió la memoria tras haber presenciado el ataque de los Vajra a la 117th Flota de investigación, en el que perdió a su familia biológica a la edad de 4 años, siendo ella una de las pocas supervivientes. El único recuerdo de su infancia es una canción llamada "Aimo". Sheryl Nome reconoce el talento de Ranka para cantar y la anima a perseguir su sueño. Ranka se convierte en amiga cercana de Alto tras ser rescatada por el mismo, que al tiempo va queriéndolo. Entra al concurso de "Miss Macross" donde pierde. Tras interpretar en un centro comercial la canción de Sheryl Nome What 'bout my star? obtiene un mánager, y para poder seguir en su carrera artística Ranka es transferida a la Academia Mihoshi (en la que esta también Alto). Actuó de Mao Nome durante la producción de una película llamada Bird Human (en la que también canto la banda sonora) que está basada en los eventos de Macross Zero. Ranka comparte con su ídolo (Sheryl) una conexión más allá de la música.
Sheryl Nome (シェリル・ノーム?)
 Seiyū: Aya Endo - May'n (canciones)
Edad: 17
Conocida como el Hada Galáctica, es una cantante Idol Pop que vive dentro de la flota Macross Galaxy. Sheryl es nieta de la Dra. Mao Nome (Macross Zero), siempre está en la cima de las listas de música, y se suele decir que es imposible que no hayas escuchado sus canciones si vives en esta parte de la galaxia. Su popularidad es muy grande, tanto en su flota natal como en la flota hermana la Frontier lo cual se debe a su belleza y talento. Es una persona muy orgullosa y egoísta. Sheryl reconoce el talento de Ranka y trata de ayudarla tras bastidores y de vez en cuando dándole palabras de ánimo. El primer encuentro de Sheryl con Alto sucedió durante el primer concierto llevado a cabo en Frontier, en el cual Alto intentó hacer una maniobra que no resultó bien, y como consecuencia Sheryl resbaló y cayó, pero fue rescatada por Alto en el último momento. Más tarde empieza a desarrollar interés por Alto en especial después de que este la salve de un ataque de los Vajra. Como consecuencia Sheryl lo fuerza a que le enseñe el Frontier, y ahí ve por primera vez Zentradis sin micronizar. Durante el concierto final en Frontier Sheryl se entera de que Galaxy fue atacado por los Vajra, sin embargo no cancela el concierto, y Alto va a visitarla para darle un pendiente que ella había perdido y que es el único recuerdo de su madre. Sheryl le presta el pendiente como amuleto de buena suerte. Sin embargo Alto lo pierde en la incursión al interior de la nave Vajra. Durante la operación de rescate a la flota Galaxy Sheryl da su concierto de despedida. Sheryl lleva dentro un secreto que se develará en las instancias finales de la saga.

### Academia Mihoshi
- Michael Blanc (ミハエル・ブラン?)

 Seiyū: Hiroshi Kamiya
Compañero de clases y rival amistoso de Alto. Es un excelente francotirador, y su lema es "Ya sea un enemigo o una mujer, yo nunca fallo", manteniendo su reputación de playboy. Es el origen del apodo de Alto, "Alto-Hime":"Princesa-Alto". Además de llevar una vida escolar normal, es Teniente Segundo en el Escuadrón Skull del S.M.S. y pilota un VF-25G (versión artillero/francotirador) color azul. Inicialmente expresa dudas acerca de la entrada de Alto al Escuadrón Skull, pero luego lo acepta. En la vida diaria usa lentes correctivos. Su hermana mayor Jessica cuidó de él desde pequeño tras la muerte de sus padres, pero se suicidó pocos años atrás. Amigo de la infancia de Klan. Sus amigos lo llaman "Michel".
- Luca Angelloni (ルカ・アンジェローニ?)

 Seiyū: Jun Fukuyama
Compañero de clases de Alto y Michael. Frecuentemente frustrado con sus superiores, a quienes les gusta ponerle las cosas difíciles. Es un genio con las computadoras y electrónica militares. su familia es dueña de la super corporación LAI.Como Michael, es un miembro del Escuadrón Skull del S.M.S. Pilota un RVF-25 (versión de reconocimiento) color verde. Su caza es custodiado por tres cazas no tripulados Ghost X9 (a los que llama Simon, Johanne y Pietro) que responden a sus comandos verbales. Su inclinación por nombrar sus objetos con nombres bíblicos se extiende a su EX-Gear, al que llama "Samson". Está enamorado de Nanase, la amiga de Ranka.
- Nanase Matsuura (松浦ナナセ?)

 Seiyū: Hōko Kuwashima
Otra compañera de clases de Alto, Michael y Luca, Nanase es también amiga de Ranka (quien la llama Nana-chan). Una chica calmada y tímida, trabaja en el mismo restaurante "Nyan-Nyan" que Ranka y apoya su sueño de convertirse en cantante. Es muy buena en dibujo y diseña ropa para Ranka en algunas ocasiones.

## Personajes secundarios

### S.M.S. (Strategic Military Sevices)
Ozma Lee (オズマ・リー Ozuma Rī?)
 Seiyū: Katsuyuki Konishi
El mayor as en la Compañía Militar Privada S.M.S. y líder del Escuadrón Skull. Antiguo piloto de la N.U.N.S., posee gran experiencia de combate respaldándolo. Parece ser un gran fanático de Fire Bomber, ya que una de sus canciones ha sido escuchada en la radio de su auto al menos una vez y debido al hecho de que llamó a una de las formaciones de batalla del Escuadrón Skull como otra de sus canciones ("Planet Dance"). Aunque relajado y descuidado en el exterior, sabe cuándo ponerse serio, y cree que el deber real de un soldado es cuidar de sus subordinados y los civiles. Es algo sobreprotector de su hermana Ranka Lee, y le miente sobre su trabajo para que no se preocupe por él, diciéndole que tiene un trabajo de escritorio en el departamento de personal de la compañía. De hecho no tiene relación de sangre con Ranka y es solo su hermano adoptivo, constantemente culpándose a sí mismo por fallar en proteger a la familia real de Ranka durante el ataque de Vajra a la 117.ª Flota de Investigación a Gran Escala 11 años atrás. Mantuvo una relación romántica con la Segunda Teniente de la N.U.N.S. Cathy Glass en algún punto de su pasado, lo que hace a veces que su relación de trabajo sea algo tensa. En el episodio 2 se le vio manejando lo que parece ser una réplica de un Lancia Delta Integrale de primera generación de 1986.
Kanaria Berstein (カナリア・ベルシュタイン Kanaria Berushutain?)
 Seiyū: Hōko Kuwashima
Primer Teniente en el S.M.S. y piloto del bombardero variable VB-6 König Monster del escuadrón Skull con el nombre código "Rabbit-1". Aunque raramente habla, cuando lo hace sus palabras tiene gran peso y usualmente aconseja a Ozma. También sirve como médico militar en el S.M.S.
Klan Klang (クラン・クラング Kuran Kurangu?)
 Seiyū: Megumi Toyoguchi
Una mujer Zentradi (Meltrandi) de cabello azul que es parte del Escuadrón Pixie de mujeres del S.M.S., con el rango de capitán. Es también piloto as de la armadura de poder Queadluun-Rea. Amiga de la infancia de Michael Blanc. Es una joven mujer Zentradi en forma macronizada pero debido a cierta anomalía genética, se vuelve físicamente una niña cuando es micronizada (reducida a tamaño humano), esto la hace un blanco perfecto para las burlas de Michael. Klan y Michael han sido amigos desde la niñez, y es fuertemente implicado que siente algo más por él.
Nene Rora (ネネ・ローラ Nene Rōra?)
 Seiyū: Aya Hirano
Una Meltrandi de alta estatura (para estándares Zentradi) de cabello rosado que es parte del Escuadrón Pixie de mujeres del S.M.S. De carácter apacible y amable. El personaje es listado como Nene Nora (ネネ・ノーラ) en los créditos del noveno episodio (Friendly Fire).
Raramia Rerenia (ララミア・レレニア?)
 Seiyū: Kanako Omura
Una Meltrandi de cabello rojo que es parte del Escuadrón Pixie de mujeres del S.M.S. Una mujer con aspecto de marimacho e intensa mirada. Murió cuando su armadura de poder Queadlunn-Rea recibió un disparo directo durante una batalla contra los Vajra. Raramia nunca habló en toda la serie.
Jeffrey Wilder (ジェフリー・ワイルダー Jefurī Wairudā?)
 Seiyū: Tōru Ōkawa
Capitán del Macross Quarter del S.M.S. Coronel en los rangos del S.M.S., solía ser piloto en un portaaviones de las U.N. Forces al comienzo en su carrera. Un experimentado veterano, usa barba y tiene una cicatriz horizontal que le atraviesa el rostro como prueba de su experiencia previa de combate. Aunque es un oficial muy educado, puede ser bastante travieso cuando la situación lo requiere. Hace un tiempo, perdió a su esposa.
Bobby Margot (ボビー・マルゴ Bobī Marugo?)
Es el hábil timonel del Macross Quarter. Algo extraño de apariencia, es "como una chica por dentro", como él mismo dice. Fue peluquero y maquillador en algún punto de su pasado. Es muy querido por personal femenino por su buen entendimiento de los demás. Es homosexual y siente algo por Ozma. Suele criticar regularmente las acciones de la N.U.N.S.. Aparentemente muy femenino, tranquilo y de hablar suave, se puede poner muy serio, atrevido y agresivo durante el combate.
Monica Lange (モニカ・ラング Monika Rangu?)
Una de las operadoras del puente del Macross Quarter. A cargo del radar principal de búsqueda y jefa del grupo principal de operadoras, tiene un tipo de personalidad seria de líder. Está enamorada del Capitán Wilder.
Mina Roshan (ミーナ・ローシャン Mīna Rōshan?)
Una de las operadoras del puente del Macross Quarter. Actualmente a cargo de la dirección de estado interno de la nave. A pesar de tener un cociente intelectual de 180, sigue las cosas a su propio ritmo y a veces puede llegar a ser incomprensible. Está orgullosa de su alto nivel de inteligencia.
Ram Hoa (ラム・ホア Ramu Hoa?)
Una de las operadoras del puente del Macross Quarter. A cargo de las comunicaciones y control principal de armas. De todas las operadoras, ella tiene la lengua más afilada, de pocas palabras pero van al punto. Su pasatiempo es recopilar y archivar información, sea del tipo que sea.
Henry Gilliam (ヘンリー・ギリアム Henrī Giriamu?)
Piloto en el Escuadrón Skull del S.M.S., con el rango de Capitán y segundo al mando de Ozma Lee. Perdió la vida mientras defendía a la flota Macross Frontier del primer ataque de Vajra de 2059. Su caza variable fue heredado por Alto.
Richard Bilrer (?)
Zentradi macronizado, es el misterioso dueño de la S.M.S. Posee múltiples implantes artificiales en su cuerpo y algunos de ellos le permiten recibir llamadas telefónicas directamente a su oído izquierdo. Como se ve en los episodios 14 y 15, El Sr. Bilrer es fanático de los trenes a escala y sueña con conectar la Galaxia entera usando el misterioso "Fold Quartz". En el capítulo final, sostiene en un relicario lo que sería una foto de Lynn Minmay, deduciendo por qué la necesidad del "Fold Quartz".

### New United Nations Spacy/ Relacionados con la milicia
Cathy Glass (キャシー・グラス Kyashī Gurasu?)
Edad: 23
 Seiyū: Sanae Kobayashi
Catherine Glass (Cathy para abreviar), es segundo teniente del personal general de la N.U.N.S. adherida a la Macross Frontier, es también la hija del presidente. Una buena pensadora, tiene ambos: cerebro y presencia. Luego de graduarse de la universidad con honores, se unió a la N.U.N.S. y está siendo rápidamente atraída a la élite. Una oficial muy competente, a veces carece de flexibilidad. En el concurso Miss Macross, sería colocada en nivel de campeonato (de hecho, quedó segunda en el 8.º concurso). Actualmente en una relación con Leon Mishima sin conocimiento de su padre, estuvo antiguamente relacionada con Ozma Lee. Se volvió parte de la tripulación de la Macross Quarter del S.M.S. durante la misión de rescate de la flota Macross Galaxy del ataque de Vajra como observadora de la N.U.N.S.
Howard Glass (ハワード・グラス Hawādo Gurasu?)
 Seiyū: Tomomichi Nishimura
El Presidente del New United Nations Government y también director administrativo de la fota Macross Frontier. Su administración es fue la responsable de la creación de la flota colonizadora Frontier. Como presidente, todas las decisiones políticas para asegurar el bienestar y seguridad de los ciudadanos recaen sobre sus hombros.
Leon Mishima (レオン・三島 Reon Mishima?)
 Seiyū: Tomokazu Sugita
El ayudante del Presidente. Un hombre educado y calmado, es asociado cercano del Presidente Glass. Se ocupa constantemente de los asuntos políticos, y está en una relación con Cathy Glass. En el episodio 15 se reveló que él ayudó a Grace a dirigir a los Vajra hacia la flota Macross Frontier. Asignó a Brera Starne, un cyborg, como guardaespaldas personal de Ranka Lee.
Captain Wilen (ウィラン大尉 Wiran Taii?)
Piloto de la N.U.N.S. de la flota Macross Galaxy. Reporta a los cuarteles de la Macross Frontier que su flota está bajo ataque de una enorme horda Vajra.
Jessica Blanc (?)
Hermana mayor de Michael quien se ocupó de cuidarlo luego de la muerte de sus padres. También piloto de la N.U.N.S., se suicidó luego de ser culpada de la muerte de un compañero piloto (y antiguo novio) durante un incidente de fuego amigo cuatro años antes.
Ella también era una francotiradora.
Major Ohgotwhai (?)
Zentradi macronizado, líder de la 33.ª Flota Naval/Marine de la N.U.N.S estacionada en el planeta Galia 4. Él y sus hombres ayudaron a Alto Saotome a combatir la rebelión de Tehmzin y a rescatar a Sheryl.
Consejero del Major Ohgotwhai (?)
Zentradi macronizado, Consejero de la 33.ª Flota Naval/Marine de la N.U.N.S estacionada en el planeta Galia 4. Murió durante la explosión del "Dimension Eater" cuando el módulo de asalto de la nave de batalla y comando de flota clase Queadol-Magdomilla Class Fleet fue destruida.
Tehmzin (?)
Zentradi macronizado soldado de la 33.ª Flota Naval/Marine de la N.U.N.S estacionada en el planeta Galia 4. Era el líder de una facción rebelde que secuestró a Sheryl cuando ella no pudo dar su concierto debido a su enfermedad. Alto Saotome lo derrotó en combate.

### Otros
Brera Starne (ブレラ・ストーン Burera Sutōn?)
 Seiyū: Soichiro Hoshi
El misterioso piloto del caza variable VF-27 color púrpura que Alto encontró en un transporte Vajra. Parece saber como tocar la canción de Ranka "Aimo" usando su armónica. Luego de salvar a Ranka del ataque de una bestia salvaje, las heridas que recibió Brera revelaron que él es un cyborg. Se preocupa mucho por el bienestar de Ranka Lee, sin saber por qué. Una foto familiar descubierta por Alto Saotome a bordo del SDF-4 Global reveló que probablemente era el hermano mayor de Ranka antes de convertirse en cyborg. También le dijo a Alto que tiene el rango de Mayor en el Escuadrón Antares de Macross Galaxy.
Grace O'Connor (グレイス・オコナー Gureisu Okonā?)
 Seiyū: Kikuko Inoue
Es la antagonista principal de la serie y a su vez la mánager de Sheryl. De físico atractivo y personalidad amable y calmada. Como buena mánager, puede ser muy astuta e intimidante. Al igual que muchas personas provenientes de Macross Galaxy, posee implantes biomecánicos que le permiten grabar digitalmente imágenes en su mente, hackear computadoras, así como también recibir llamadas telefónicas directamente en su oído derecho. Recientemente se le ha visto espiando en las reuniones de la directiva de la Macross Frontier. Parece trabajar secretamente con Brera Sterne como su superior. En el episodio 13, se revela que Grace también es una cyborg, cuando transforma su brazo en una serie de cables que usa para activar un arma de destrucción masiva llamada "Dimension Eater". Aparentemente muere en la posterior dislocación del fold, tranquilamente deseándole a todos los de la Macross Frontier buena suerte antes que la explosión la envuelva y luego al mismo Galia 4, desatando un ataque de Vajra a gran escala sobre la flota Frontier y destruyendo en el proceso a la 33.ª Flota Naval/Marine de la N.U.N.S estacionada en el planeta. Luego, es revelado que Grace implantó su mente en otro cuerpo cyborg. Asume el rol de mánager de Ranka Lee, debido a que su canto emite ondas que son percibidas por los Vajras. Sin embargo, su verdadero propósito se devela al final de los capítulos.
Ranzou Saotome (早乙女 嵐蔵 Saotome Ranzō?)
Padre de Alto y 18.º sōke de la familia Saotome. Una persona muy estricta, ha entrenado duramente a su hijo desde joven.
Elmo Kridanik (エルモ・クリダニク Erumo Kuridaniku?)
Zentradi micronizado. Es presidente de promoción de una pequeña agencia de talentos "Vector Productions". Escuchó cantar a Ranka en el Centro Comercial Folmo (Folmo Mall) por casualidad y se interesó en ella. Posteriormente, pide permiso a Ozma Lee para ayudar a Ranka en su carrera como cantante, y se convierte en su Mánager. Luego de que Grace se convirtiera en el mánager de Ranka(a petición del gobierno), pasa a ser el mánager de Sheryl.
Dr. Mao Nome (Dr. マオ ノーム Dokuta. Mao Noomu?)  (Macross Zero) 
La hermana menor de Sara Nome quien estuvo involucrada en los eventos de Macross Zero. Es abuela de Sheryl Nome y aparentemente, Ozma la conoció.
Ranshe Mei ( ランシェ?)
 Seiyū: Maaya Sakamoto
Madre de Ranka Lee, quien se le apareció en una visión mientras estaba cautiva dentro de una nave matriz Vajra.

## Variable vehicles
- VF-1 Valkyrie
- VF-171 Nightmare Plus
- VF-171EX Anti-Vajra version
- VF-27 Lucifer
- VF-25 Messiah
- VB-6 König Monster
- YF-24 Evolution
- YF-29 Durandal
- Queadluun-Rhea
- AIF-7S Ghost
- AIF-9V Ghost

## Vajra
Los Vajra son los enemigos de turno en esta versión del universo Macross. Se nos presentan de una forma que puede parecer precipitada y sin introducción alguna sobre su historia, pero que a través de los capítulos se comienza a develar. Son seres alienígenas gigantes y poderosos que tienen un comportamiento parecido al de los insectos y se ha determinado que evolucionan y se hacen inmunes cuando se les ataca repetidas veces con un mismo tipo de ataque.

## Banda sonora
La banda sonora de este anime fue compuesta por Yōko Kanno, quien también se encargó de la de Macross Plus. Cabe destacar que los OST de la serie han alcanzado los primeros lugares de venta en el ORICON, convirtiéndose en la primera serie en ocupar estos lugares desde hace 11 años (el último en estar en esta lista fue el OST de la película The End of Evangelion).
Opening
- トライアングラー (Triangular) por Maaya Sakamoto (Aparece del episodio 1 hasta el 16)
- 星間飛行 (Seikan Hikou) - Megumi Nakajima (Episodio 17)
- ライオン (Lion) por May'n y Megumi Nakajima (Aparece en el episodio 18 hasta el 24)

Ending
- 愛・おぼえていますか -デカルチャーエディションsize- (Ai Oboete Imasuka "Deculture edition") - Megumi Nakajima (Aparece en el episodio 01 "Deculture Edition", y en el 12)
- アイモ (Aimo) - Megumi Nakajima (Aparece en el 07 y 10)
- ダイアモンド クレバス (Diamond Crevasse) - May'n (Episodios 02, 03, 04, 05, 06, 08, 09, 13, 14, 15, 20)
- ねこ日記 (Neko Nikki) - Megumi Nakajima (Episodio 11)
- ノーザンクロス (Northern Cross) - May'n (Episodio 16, 17, 18, 22, 23 y 24 )
- Triangular por Maaya Sakamoto (Episodio 19)
- 蒼のエーテル (Ao no Ether) (Éter pálido) - Megumi Nakajima (Episodio 21)
- トライアングラー (fight on stage) - May'n y Megumi Nakajima (Episodio 25)

Otros
- 射手座☆午後九時 Don't be late
- What 'bout my star?
- 超時空飯店 娘々

## Adaptaciones
Durante la última emisión del capítulo 25 a finales del 2008 se confirmó el lanzamiento de la película de esta serie. Luego se revelaría que en realidad se realizarían dos películas, la primera llamada Macross Frontier: Itsuwari no Utahime (Macross Frontier: La Diva Falsa) y lanzada el día 21 de noviembre de 2009, consiste en una recopilación de los primeros capítulos de la serie con nuevas escenas y un argumento diferente.
La segunda película Macross Frontier: Sayonara no Tsubasa (Macross Frontier: Las Alas del Adiós) fue estrenada el 26 de febrero del 2011 y es continuación de la primera película. Contiene un nuevo arco argumental y un final diferente presentado al de TV, convirtiendo a ambas películas en adaptaciones independientes y alternas a la historia de la serie original.

## Secuelas
Para conmemorar el 30 aniversario de la franquicia Macross en Japón, el 28 de febrero de 2013 se puso a la venta solamente en dicho país el videojuego Macross 30: The Voice that Connects the Galaxy, el cual de acuerdo con el mismo creador de Macross, Shoji Kawamori, es secuela oficial de Macross Frontier y ocurre un año después de los eventos de la serie.
Nuevos personajes además de aquellos de las series precedentes aparecen en la historia, así como un nuevo caza variable, el VF-30 Chronos, creado por Kawamori específicamente para este proyecto.
El juego fue producido por Artdink y publicado por Namco Bandai, siendo exclusivo para la consola PlayStation 3.